# Isolona thonneri
Isolona thonneri là loài thực vật có hoa thuộc họ Na. Loài này được (De Wild & Th. Dur.) Engl. & Diels mô tả khoa học đầu tiên năm 1901.